# Lista de obras de Michelangelo
A seguinte é uma lista das obras de escultura, pintura e arquitetura criadas pelo artista renascentista Michelangelo.  
Na lista incluem-se também obras que se perderam; Michelangelo deixou ainda muitos desenhos e algumas gravuras.

## Escultura
| Imagem | Título                                                                                              | Data               | Tipo de Escultura, Material                                                          | Dimensões (cm)      | Local de conservação, Cidade, País                          | Atribuição e notas                                                                      |
| --- | --------------------------------------------------------------------------------------------------- | ------------------ | ------------------------------------------------------------------------------------ | ------------------- | ----------------------------------------------------------- | --------------------------------------------------------------------------------------- |
| Michelangelo fanciullo scolpisce la testa del Fauno in questa Escultura, mármore di Cesere Zocchi conservata a Casa Buonarroti, Florença, Itália | Cabeça de fauno (Testa di fauno)                                                                    | 1489 cerca         | Estátua, mármore                                                                     |                     | Desconhecido                                                | Perdida                                                                                 |
| Madonna della Scala | Virgem da Scala (Madonna della Scala)                                                               | 1491 cerca         | Baixo-relevo, mármore                                                                | 54,5 x 40           | Casa Buonarroti, Florença, Itália                           | Atribuição certa                                                                        |
| | Vénus e cupido (Venere e amorino)                                                                   | 1491-1492 cerca    | Baixo-relevo, mármore                                                                | 43,5 x 58           | Palazzo Medici-Riccardi, Florença, Itália                   | Atribuição incerta, em vias de aprofundamento                                           |
| | Jovem arqueiro (Giovane arciere)                                                                    | 1491-1492 cerca    | Escultura, mármore                                                                   | (a) 97 cm           | Metropolitan Museum, Nova Iorque, Estados Unidos            | Atribuição incerta                                                                      |
| Battaglia dei Centauri | Batalha dos centauros (Battaglia dei centauri)                                                      | 1492 cerca         | Alto-relevo, Mármore                                                                 | 84,5 x 90,5         | Casa Buonarroti, Florença, Itália                           | Atribuição certa                                                                        |
| | Hércules (Ercole)                                                                                   | 1492-1493 cerca    | Estátua, mármore                                                                     | 235 cerca (a)       | Desconhecido                                                | Perdida; na imagem, desenho de Rubens da obra de Michelangelo, no Louvre                |
| | Crucifixo do Espírito Santo (Crocifisso di Santo Spirito)                                           | 1493 cerca         | Estátua, Madeira polícroma                                                           | 139 x 135           | Basílica do Espírito Santo, Florença, Itália                | Atribuição amplamente compartilhada                                                     |
| | Anjo do candelabro (Angelo reggicandelabro dall'Arca di san Domenico)                               | 1494–1495          | Estátua, mármore                                                                     | 51,5 (a)            | Basílica de São Domingos, Bolonha, Itália                   | Atribuição certa                                                                        |
| | São Petrônio (San Petronio dall'Arca di san Domenico)                                               | 1494–1495          | Estátua, mármore                                                                     | 64 (a)              | Basílica de São Domingos, Bolonha, Itália                   | Atribuição certa, com alguma reformulação                                               |
| | São Proclo (San Procolo dalla Basilica di San Domenico)                                             | 1494–1495          | Estátua, mármore                                                                     | 58,5 (a)            | Basílica de São Domingos, Bolonha, Itália                   | Atribuição certa, com alguma reformulação                                               |
| | Crucifixo Gallino (Crocifisso Gallino)                                                              | 1495-1497 cerca    | Estátua, madeira                                                                     | 41,3 x 39,70        | Museu Nacional do Bargello, Florença, Itália                | Atribuição incerta                                                                      |
| | São João Batista (San Giovannino)                                                                   | 1495-1496          | Estátua,                                                                             |                     | Desconhecido                                                | Perdida; na imagem, desenho de Baccio Bandinelli, no Louvre                             |
| | Cupido dormindo (Cupido dormiente)                                                                  | 1496               | Estátua, mármore                                                                     | 80 cerca (c)        | Desconhecido                                                | Perdida; na imagem, desenho de Tintoretto, na Alte Pinakothek de Munique                |
| | Cupido-Apolo (Cupido-Apollo)                                                                        | 1497               | Estátua, mármore                                                                     |                     | Desconhecido                                                | Perdida; na imagem, desenho de Michelangelo, no Louvre                                  |
| Bacco | Baco (Bacco)                                                                                        | 1496–1497          | Estátua, mármore                                                                     | 203 (a)             | Museu Nacional do Bargello, Florença, Itália                | Atribuição certa                                                                        |
| Pietà | Pietà (Pietà vaticana)                                                                              | 1497–1499          | Grupo escultórico, mármore                                                           | 174 x 195 (na base) | Basílica de São Pedro, Roma, Vaticano                       | Atribuição certa, assinada                                                              |
| | Nu viril I (Nudo virile I)                                                                          | 1501–1503 cerca    | Esboço para estátua, terracota                                                       | 49 (a)              | Casa Buonarroti, Florença, Itália                           | Atribuição muito incerta                                                                |
| | São Paulo (San Paolo)                                                                               | 1501–1504          | Estátua, mármore                                                                     | 124 (a)             | Catedral de Siena, Siena, Itália                            | Com ajuda                                                                               |
| San Pietro | São Pedro (San Pietro)                                                                              | 1501–1504          | Estátua, mármore                                                                     | 124 (a)             | Catedral de Siena, Siena, Itália                            | Com ajuda                                                                               |
| | São Pio (San Pio)                                                                                   | 1501–1504          | Estátua, mármore                                                                     | 134 (a)             | Catedral de Siena, Siena, Itália                            | Com ajuda                                                                               |
| | São Gregório (San Gregorio)                                                                         | 1501–1504          | Estátua, mármore                                                                     | 136 (a)             | Catedral de Siena, Siena, Itália                            | Com ajuda                                                                               |
| | David                                                                                               | 1501-1504          | Estátua, mármore                                                                     | 517 (a)             | Galeria da Academia, Florença, Itália                       | Atribuição certa                                                                        |
| | David de Rohan                                                                                      | 1502-1508          | Estátua, bronze                                                                      |                     | Desconhecido                                                | Perdida; na imagem, estudo de Michelangelo, no Louvre                                   |
| Madonna di Bruges | Virgem de Bruges (Madonna di Bruges)                                                                | 1503–1505 cerca    | Estátua, mármore                                                                     | 128 (a)             | Igreja de Nossa Senhora, Bruges, Bélgica                    | Atribuição certa                                                                        |
| | Tondo Pitti                                                                                         | 1503-1505 cerca    | Baixo-relevo, mármore                                                                | 85,5 x 82           | Museu Nacional do Bargello, Florença, Itália                | Atribuição certa                                                                        |
| Tondo Taddei | Tondo Taddei                                                                                        | 1504-1506 cerca    | Baixo-relevo, mármore                                                                | 109 x 109           | Academia Real Inglesa, Londres, Reino Unido                 | Atribuição incerta                                                                      |
| | São Mateus (San Matteo)                                                                             | 1505-1506 cerca    | Estátua, mármore                                                                     | 216 (a)             | Galeria da Academia, Florença, Itália                       | Atribuição certa, inacabado                                                             |
| | Túmulo de Júlio II (Tomba di Giulio II])                                                            | 1505-1542          | Complexo arquitectónico com estátua, mármore                                         |                     | Basílica de S. Pedro em Vincoli, Roma, Itália               | Atribuição certa. Existem vários desenhos e reconstruções das várias fases do projecto. |
| | Júlio II a benzer (Giulio II benedicente)                                                           | 1507-1508 cerca    | Estátua, bronze                                                                      | 292 cerca (a)       | Desconhecido, Bologna, Itália                               | Destruido                                                                               |
| Schiavo morente | Escravo morrendo (Schiavo morente)                                                                  | 1513 cerca         | Estátua, mármore                                                                     | 229 (a)             | Museu do Louvre, Paris, França                              | Atribuição certa                                                                        |
| Schiavo ribelle | Escravo rebelde (Schiavo ribelle)                                                                   | 1513 cerca         | Estátua, mármore                                                                     | 215 (a)             | Museu do Louvre, Paris, França                              | Atribuição certa                                                                        |
| | Torso viril I (Torso virile I)                                                                      | 1513 cerca         | Esboço para estátua, terracota                                                       | 23 (a)              | Casa Buonarroti, Florença, Itália                           | Atribuição incerta                                                                      |
| | Torso viril II (Torso virile II)                                                                    | 1513 cerca         | Esboço para Estátua, terracota                                                       | 22,5 (a)            | Casa Buonarroti, Florença, Itália                           | Atribuição incerta                                                                      |
| | Nu feminino (Nudo femminile)                                                                        | 1513 o 1532, cerca | Esboço para estátua, terracota                                                       | 35 (a)              | Casa Buonarroti, Florença, Itália                           | Atribuição incerta                                                                      |
| Mosè | Moisés (Mosè)                                                                                       | 1513–1515 cerca    | Estátua, mármore                                                                     | 235 (a)             | Basílica de S. Pedro em Vincoli, Roma, Itália               | Atribuição certa                                                                        |
| | Cristo da Minerva I (Primo Cristo della Minerva)                                                    | 1514–1516 cerca    | Estátua, mármore                                                                     |                     | Mosteiro de San Vincenzo, Bassano Romano, Itália            | Atribuição incerta, no entanto, foi terminado por outro artista; descoberto em 2001;    |
| Cristo risorto | Cristo da Minerva (Cristo della Minerva)                                                            | 1519–1520          | Estátua, mármore                                                                     | 205 (a)             | Santa Maria sopra Minerva, Roma, Itália                     | Atribuição certa. Tanga em bronze acrescentada mais tarde.                              |
| | Prisões (Prigioni)                                                                                  | 1519-1536          | Complexo de quatro estátuas para a terceira versão do Túmulo de Júlio II; em mármore |                     | Galeria da Academia, Florença, Itália                       | Atribuição certa. Incompleto.                                                           |
| | Esboço para o Escravo jovem (Bozzetto per lo Schiavo giovane)                                       | 1516-1519          | Estátua, mármore                                                                     | 16,5 (a)            | Victoria and Albert Museum, Londres, Reino Unido            | Atribuição incerta.                                                                     |
| | Escravo jovem (Schiavo giovane)                                                                     | 1519-1536 cerca    | Estátua, mármore                                                                     | 256 (a)             | Galeria da Academia, Florença, Itália                       | Atribuição certa. Incompleto.                                                           |
| | Escravo barbudo (Schiavo barbuto)                                                                   | 1519-1536 cerca    | Estátua, mármore                                                                     | 263 (a)             | Galeria da Academia, Florença, Itália                       | Atribuição certa. Incompleto.                                                           |
| | Escravo (Atlas) (Schiavo (Atalante))                                                                | 1519-1536 cerca    | Estátua, mármore                                                                     | 277 (a)             | Galeria da Academia, Florença, Itália                       | Atribuição certa. Incompleto.                                                           |
| | Escravo que acorda (Schiavo che si ridesta)                                                         | 1519-1536 cerca    | Estátua, mármore                                                                     | 267 (a)             | Galeria da Academia, Florença, Itália                       | Atribuição certa. Incompleto.                                                           |
| | Virgem de Medici (Madonna Medici)                                                                   | 1521-1534          | Estátua, mármore                                                                     | 226 (a)             | Basílica de São Lourenço, Florença, Itália                  | Atribuição certa                                                                        |
| Ficheiro:Michelangelo, tomba di lorenzo, duca d'urbino.jpg                                                                                       | Túmulo de Lourenço II de Médici, duque de Urbino (Tomba di Lorenzo de' Medici duca di Urbino)       | 1524-1534          | Complexo arquitectónico com estátua; mármore                                         | 630x420             | Basílica de São Lourenço, Florença, Itália                  | Atribuição certa, com intervenção de Giovanni Angelo Montorsoli.                        |
| | Retrato de Lourenço II de Médici, duque de Urbino (Ritratto di Lorenzo de' Medici duca di Urbino)   | 1525 cerca         | Estátua, mármore                                                                     | 178 (a)             | Basílica de São Lourenço, Florença, Itália                  | Atribuição certa                                                                        |
| | Aurora (Aurora)                                                                                     | 1524-1527          | Estátua, mármore                                                                     | 206 (comp.)         | Basílica de São Lourenço, Florença, Itália                  | Atribuição certa                                                                        |
| | Crepúsculo (Crepuscolo)                                                                             | 1524-1531          | Estátua, mármore                                                                     | 195 (comp.)         | Basílica de São Lourenço, Florença, Itália                  | Atribuição certa                                                                        |
| | Túmulo de Juliano II de Médici, duque de Nemours (Tomba di Giuliano de' Medici duca di Nemours)     | 1524-1534          | Complexo arquitectónico com estátua, mármore                                         | 630 x 420           | Basílica de São Lourenço, Florença, Itália                  | Atribuição certa                                                                        |
| | Retrato de Juliano II de Médici, duque de Nemours (Ritratto di Giuliano de' Medici duca di Nemours) | 1526-1534 cerca    | Estátua, mármore                                                                     | 173 (a)             | Basílica de São Lourenço, Florença, Itália                  | Atribuição certa, acabamento de Montorsoli                                              |
| | Noite (Notte)                                                                                       | 1526-1531          | Estátua, mármore                                                                     | 194 (comp.)         | Basílica de São Lourenço, Florença, Itália                  | Atribuição certa                                                                        |
| | Dia (Giorno)                                                                                        | 1526-1531          | Estátua, mármore                                                                     | 285 (comp.)         | Basílica de São Lourenço, Florença, Itália                  | Atribuição certa                                                                        |
| Ficheiro:Michelangelo (attr.) bozzetto per un dio fluviale, 1524 ca., 02.jpg                                                                     | Esboço para um deus fluvial (Bozzetto per un dio fluviale)                                          | 1524 cerca         | Modelo para estátua, cera                                                            | 22 (comp.)          | Casa Buonarroti, Florença, Itália                           | Atribuição incerta                                                                      |
| | Deus fluvial (Dio fluviale)                                                                         | 1524 cerca         | Modelo para estátua, madeira, argila, lã e estopa                                    | 180 (comp.)         | Casa Buonarroti, Florença, Itália                           | Atribuição certa                                                                        |
| Giovane accosciato | Rapaz agachado (Ragazzo accovacciato)                                                               | 1524 cerca         | Estátua, mármore                                                                     | 54 (a)              | Hermitage, São Petersburgo, Rússia                          | Atribuição incerta                                                                      |
| | Dois lutadores (Due lottatori)                                                                      | 1525 cerca         | Esboço di Estátua, creta                                                             | 41 (a)              | Casa Buonarroti, Florença, Itália                           | Atribuição incerta                                                                      |
| | David-Apolo (David-Apollo)                                                                          | 1530 cerca         | Estátua, mármore                                                                     | 146 (a)             | Museu Nacional do Bargello, Florença, Itália                | Atribuição certa, incompleta                                                            |
| | Génio da Vitória (Genio della Vittoria)                                                             | 1532–1534 cerca    | Estátua, mármore                                                                     | 261 (a)             | Palazzo Vecchio, Florença, Itália                           | Atribuição certa                                                                        |
| Bruto | Bruto (Bruto)                                                                                       | 1538 cerca         | Busto, mármore                                                                       | 74 (a)              | Museu Nacional do Bargello, Florença, Itália                | Atribuição certa, capa de Tiberio Calcagni                                              |
| | Lia                                                                                                 | 1542 cerca         | Estátua, mármore                                                                     | 197 (a)             | Basílica de S. Pedro em Vincoli, Roma, Itália               | Com ajuda                                                                               |
| | Raquel (Rachele)                                                                                    | 1542 cerca         | Estátua, mármore                                                                     | 209 (a)             | Basílica de S. Pedro em Vincoli, Roma, Itália               | Com ajuda                                                                               |
| Pietà Bandini | Pietà de Florença (Pietà Bandini)                                                                   | 1547-1555 cerca    | Grupo escultórico, mármore                                                           | 226 (a)             | Museo dell'Opera di Santa Maria del Fiore, Florença, Itália | Atribuição certa. Incompleta. Restauro e acrescentos de Tiberio Calcagni.               |
| | Pietà de Palestrina                                                                                 | 1555 cerca         | Grupo escultórico, mármore                                                           | 253 (a)             | Galeria da Academia, Florença, Itália                       | Atribuição incerta, muitas vezes atribuída a um seguidor.                               |
| Ficheiro:Michelangelo, bozzetto per un crocifisso, casa buonarroti.jpg                                                                           | Esboço para un crocifisso                                                                           | 1562 cerca         | Esboço, madeira                                                                      | 20,5 (a)            | Casa Buonarroti, Florença, Itália                           | Atribuição incerta                                                                      |
| Pietà Rondanini | Pietà Rondanini                                                                                     | 1555–1564 cerca    | Grupo escultórico, mármore                                                           | 195 (a)             | Castello Sforzesco, Milano, Itália                          | Atribuição certa. Incompleto.                                                           |

## Pinturas e desenhos
Na obra gráfica incluem-se alguns desenhos que constam duma centena de páginas escritas à mão ou, pelo menos, atribuídas a Michelangelo.
| Imagem                          | Título                                                                  | Data            | Técnica, Suporte                                    | Dimensões (cm) | Local de conservação, Cidade, País                     | Atribuição e notas |
| ------------------------------- | ----------------------------------------------------------------------- | --------------- | --------------------------------------------------- | -------------- | ------------------------------------------------------ | --- |
|                                 | São Pedro (San Pietro)                                                  | 1488-1490 cerca | caneta e sangue, cartão                             | 31,7 x 19,7    | Staatliche Graphische Sammlung, Munique, Alemanha      | Atribuição quase unânime. |
|                                 | Tentação de Santo Antão (Tormento di sant'Antonio)                      | 1487-1489 cerca | Têmpera, madeira                                    | 47 x 35        | Kimbell Art Museum, Fort Worth (Texas), Estados Unidos | Atribuição incerta |
| Madonna di Manchester           | Virgem de Manchester (Madonna di Manchester)                            | 1496-1497 cerca | Têmpera, madeira                                    | 102 x 76       | National Gallery, Londres, Reino Unido                 | Incerta, com colaboradores |
|                                 | Estigmas de São Francisco (Stigmate di san Francesco)                   | 1500 cerca      | Têmpera, madeira                                    |                | Desconhecido                                           | Perdido |
| Sepoltura di Cristo             | Sepultamento de Cristo (Deposizione di Cristo nel sepolcro)             | 1500-1501 cerca | Têmpera, madeira                                    | 159 x 149      | National Gallery, Londres, Reino Unido                 | Quase unânime, com colaboradores |
| Copia di Aristotele da Sangallo | Batalha de Cascina (Battaglia di Cascina)                               | 1505-1506       | Afresco, parede                                     |                | Palazzo Vecchio, Florença, Itália                      | Perdido |
|                                 | Tondo Doni                                                              | 1506-1508 cerca | Têmpera, madeira                                    | diâmetro 120   | Uffizi, Florença, Itália                               | Certa |
|                                 | Teto da Capela Sistina (Volta della Cappella Sistina)                   | 1508–1512       | Afresco, parede                                     |                | Capela Sistina, Roma, Vaticano                         | Certa |
|                                 | Virgem com o Menino (Madonna col Bambino)                               | 1525 cerca      | Lápis preto, lápis vermelho, branco e tinta; Cartão | 54,1 x 39,6    | Casa Buonarroti, Florença, Itália                      | Quase certo |
|                                 | Juízo Final (Giudizio Universale)                                       | 1537–1541       | Afresco, parede                                     | 1370 x 1220    | Capela Sistina, Roma, Vaticano                         | Certa |
|                                 | Leda e o cisne (Leda e il cigno)                                        | 1530            | Têmpera, Tela                                       |                | Desconhecido                                           | Perdido; na imagem, cópia de Rosso Fiorentino, na National Gallery (Londres)                                                                         |
|                                 | Noli me tangere                                                         | 1531            |                                                     |                | Desconhecido                                           | Perdido; na imagem, cópia em óleo sobre madeira de Pontormo, na Casa Buonarroti                                                                      |
|                                 | Vénus e Cupido (Venere e Amore)                                         | 1532-1534 cerca |                                                     |                | Desconhecido                                           | Perdido; na imagem, óleo sobre madeira de Pontormo com base no desenho de Michelangelo, conservado na Galeria da Academia de Belas Artes de Florença |
|                                 | Queda de Faetonte (Caduta di Fetonte)                                   | 1533 cerca      | Desenho, cartão                                     | 31,2 x 21,5    | British Museum, Londres, Reino Unido                   | Certa |
|                                 | Conversão de Saulo (Conversione di Saulo)                               | 1542–1545       | Afresco, parede                                     | 625 x 661      | Capela Paulina, Roma, Vaticano                         | Certa |
| Crocifissione di San Pietro     | Cruxificação de São Pedro (Crocifissione di San Pietro)                 | 1545–1550       | Afresco, parede                                     | 625 x 662      | Capela Paulina, Roma, Vaticano                         | Certa |
|                                 | Cruxificação para Vittoria Colonna (Crocifissione per Vittoria Colonna) | 1545 cerca      | Desenho de giz sobre cartão                         |                | Desconhecido                                           | Perdido |
|                                 | Pietà para Vittoria Colonna (Pietà per Vittoria Colonna)                | 1546 cerca      | Desenho de giz sobre cartão                         | 28,9 x 18,9    | Museu Isabella Stewart Gardner, Boston, Estados Unidos | Certa. Existem algumas pinturas sobre madeira de atribuição muito incerta.                                                                           |
|                                 | Epifania (Epifania)                                                     | 1550-1553 cerca | Desenho de giz sobre cartão                         | 232 x 165      | British Museum, Londres, Reino Unido                   | Certa |

## Arquitectura
| Imagem                                       | Obra                                                                | Data       | Cidade                             | Atribuição e notas |
| -------------------------------------------- | ------------------------------------------------------------------- | ---------- | ---------------------------------- | --- |
|                                              | Fachada para a capela de Leão X em Castel Sant'Angelo               | 1514-1515  | Roma                               | |
|                                              | Janela inginocchiate do Palazzo Medici                              | 1517 cerca | Florença                           | Atribuição |
|                                              | Plano para a fachada da Basílica de São Lourenço                    | 1516-1520  | Florença                           | Nunca realizada |
| Ficheiro:Michelangelo, sagresti nuova 01.jpg | Sacristia Nova                                                      | 1520–1534  | Basílica de São Lourenço, Florença | Referida por Giorgio Vasari na sua Vida dos Artistas de 1556 |
|                                              | Sala de leitura da Biblioteca Laurenziana                           | 1524-1534  | Florença                           | Continuada por outros, com supervisão de Michelangelo a partir de Roma                                                                                              |
|                                              | Vestíbulo da Biblioteca Laurenziana                                 | 1524-1534  | Florença                           | Continuada por outros, com supervisão de Michelangelo a partir de Roma                                                                                              |
|                                              | Muralhas de Florença                                                | 1528-1529  | Florença                           | Construída uma mínima parte do projecto e, em seguida, desmantelada                                                                                                 |
|                                              | Tribuna das relíquias da Basílica de São Lourenço                   | 1531-1532  | Florença                           | |
|                                              | Monte Capitolino                                                    | 1538-1552  | Roma                               | Projecto amplo apenas realizado numa parte muito reduzida sob a direcção de Michelangelo e completado muito depois da sua morte.                                    |
| Cordonata Capitolina                         | Cordonata Capitolina                                                | 1538-1552  | Roma                               | Construída com algumas alterações ao projecto de Michelangelo |
|                                              | Túmulo de Cecchino de' Bracci                                       | 1544-1545  | Roma                               | Sob desenho de Michelangelo |
|                                              | Basílica de São Pedro no Vaticano                                   | 1546-1563  | Roma                               | Encarregado do estaleiro durante dezoito anos; o seu projecto planimétrico foi autorizado após décadas de discussão e foi concluído após a sua morte.               |
|                                              | Cúpula da Basílica de São Pedro no Vaticano                         | 1546-1563  | Roma                               | Michelangelo acompanhou a construção até ao tambor. A cúpula propriamente dita, elaborada segundo o seu plano, foi construída mais tarde, com algumas modificações. |
|                                              | Palazzo Farnese                                                     | 1546-1550  | Roma                               | Michelangelo completou a fachada com o terceiro andar e a cornija.                                                                                                  |
|                                              | Escadaria da Biblioteca Laurenziana                                 | 1558       | Florença                           | Desenhada por Michelangelo, foi executada em pedra em vez de em madeira.                                                                                            |
|                                              | Escadaria do Cortile del Belvedere, no Vaticano                     | 1550 cerca | Roma                               | Alterado mais tarde com um novo parapeito e o acresecento da fonte.                                                                                                 |
|                                              | Projecto para San Giovanni dei Fiorentini                           | 1559-1560  | Roma                               | Nunca realizado. |
|                                              | Capela Sforza em Santa Maria Maggiore                               | 1560 cerca | Roma                               | Desenho |
|                                              | Porta Pia                                                           | 1561-1565  | Roma                               | Completada após a sua morte. |
|                                              | Restruturação da Basílica de Santa Maria degli Angeli e dei Martiri | 1561 cerca | Roma                               | Do projecto de Michelangelo subsiste a conformação espacial, ainda que tenha sido completamente renovada a decoração, exceto a dos arcos.                           |